# Fábricas y Maestranzas del Ejército de Chile
FAMAE (Fábricas y Maestranzas del Ejército de Chile) es una institución pública dedicada a la fabricación de armas para el Ejército de Chile.

## Historia
Con la constitución de la Primera Junta de Gobierno  en el Cabildo Abierto del 18 de septiembre de 1810, los miembros respectivos de esta institución provisional buscaron propuestas de seguridad tras la captura de Fernando VII por parte de Napoleón, durante el periodo de usurpación del trono de España.
El cabildo de Santiago dispuso la formación de una comisión compuesta por el alcalde don José Nicolás de la Cerda, el regidor Dr. Fernando Errázuriz y el procurador general de la ciudad, don José Miguel Infante, la que recibió el encargo de informar sobre el estado de la defensa frente a un eventual ataque enemigo.
Se tenía la convicción, en aquel entonces, que el usurpador francés por una parte, y la Corona inglesa por otra, harían esfuerzos para construir naves poderosas para tratar de arrebatar a España las ricas producciones de sus territorios ultramarinos.
Chile, a pesar de la protección natural que le brindaban sus límites geográficos, tiene una larga costa sobre el océano Pacífico que, en ese momento, era imperativo defender. Según la comisión, los barcos enemigos, después de bordear el Cabo de Hornos o de navegar por el Estrecho de Magallanes, solo necesitarían desembarcar en los puertos de Concepción, de Valparaíso o Coquimbo, para proveerse de agua y alimentos.
Los otros puertos –Chiloé, Valdivia, Huasco y Copiapó– no resultaban muy apropiados, a su juicio, “por lo arisco del mar y por la falta de víveres”.
Para enfrentar este desafío, la comisión propuso reducir la guarnición de Valdivia  de 600 a 300 hombres, trasladándolos a Concepción y a la capital. También aconsejó emplazar algunos cañones de Valdivia en Coquimbo, Huasco y Copiapó, y dejar la defensa de Valdivia en manos de Chiloé. Asimismo, en Osorno se mantendrían algunas piezas de artillería de campaña y, para facilitar la comunicación entre Concepción y Chiloé, se proponía repoblar la ciudad de Imperial, punto medio entre ambas guarniciones.
En lo que respecta al ejército y a las milicias, la comisión informó que estas fuerzas estaban divididas “en ocho partes, de las que cuatro son de caballería, armados de lanzas y espadas; dos de dragones, con sable corto; y el resto, de infantería y artillería, todas ellas escasas de armamento”, por lo que se propuso la creación de una fábrica de armas. Sin embargo, siendo ello imposible por el pobre estado de las finanzas, la solución se orientó a la compra de 12.000 fusiles, 2.500 pares de pistolas, 12.000 espadas y 25.000 lanzas, por un valor total de unos $ 167.370 de entonces, recomendándose que la adquisición se hiciera, principalmente, en Estados Unidos. De tal manera, en los meses siguientes, se llevaron a cabo diversas diligencias para obtener cureñas, cañones, explosivos, municiones, pero sin los resultados esperados.
Al asumir su primera dictadura, el Brigadier José Miguel Carrera, el 4 de septiembre de 1811, relevó del mando de la artillería y de la Comandancia General de Armas al Coronel español Francisco Javier de Reyna y designó en su reemplazo al ilustre Oficial irlandés Juan Mackenna. En octubre del mismo año, el Congreso comisionó al diputado por Osorno, Francisco Ramón Vicuña, para que se abocara a la organización de una fábrica y maestranza del Ejército, la que se instaló junto al Parque de Artillería, en calle de Las Agustinas, entre Morandé y Teatinos. Poco después, esta fábrica quedó bajo la dirección de don José Antonio de Rojas, quien, para desarrollarla, solicitó a Buenos Aires el envío de un experto fabricante de fusiles y fundidor de cañones.
Nacía así la primera fábrica de armas de Chile, teniendo entre sus fundadores a Mackenna, Vicuña y Rojas. Contrariamente a lo que se creía, sin embargo, el ataque exterior provino del Perú, a fines de 1812, con la expedición del Brigadier Antonio Pareja, quien llegó para sofocar el movimiento revolucionario que se había gestado en Chile, circunstancia en la que, el 7 de abril de 1813, Carrera fue nombrado General en Jefe del Ejército, con la misión de organizar las fuerzas y dirigir la defensa.
La falta de armamentos era evidente y su provisión debía hacerse desde Santiago, en tanto que algo similar ocurría con las tropas, ya que cientos de soldados patriotas perdieron la vida en las batallas del sur. Solo en el combate de Yerbas Buenas cayeron alrededor de 450 hombres y se perdió mucho material. Era necesario, en consecuencia, incrementar la producción de armas y el gobierno ofreció una atractiva recompensa a quienes pudieran asumir la tarea de proveerlas. El primero en presentarse fue José Antonio Díaz Muñoz, quien comenzó a producir un tipo de fusil hasta entonces desconocido en el país, que resultaba ventajoso frente a los escasos modelos existentes.
Luego, un italiano llamado José María Quercia y Possi, se ofreció para instalar una fábrica de cañones, metralla y bala, para lo que le fueron suministrados 1.500 pesos. Pero Quercia ni siquiera alcanzó a montar su fábrica cuando se produjo el Desastre de Rancagua el 1 y 2 de octubre de 1814, con lo que se puso fin a la llamada Patria Vieja.
Producido el éxodo patriota a Mendoza, allí algunos chilenos se sumaron a la formación del Ejército de los Andes, poniéndose a las órdenes del General José de San Martín, en tanto que otros siguieron a Buenos Aires en procura de apoyo. Entre los primeros se contó el fraile franciscano Luis Beltrán Bustos (1785-1827), quien, habiendo trabajado en el parque de artillería del Ejército de la Patria Vieja, se hizo cargo de la Maestranza, sin perjuicio de sus funciones como capellán militar. En su cometido logró resultados sorprendentes, recorriendo las montañas aledañas en busca de azufre y salitre para la fabricación de pólvora, fabricando cañones de bronce y de hierro, carros para la conducción de municiones, botafuegos, linternas, granadas, lanzas, fusiles y herramientas variadas para el ejército en formación. Fray Luis Beltrán fue un actor clave en la independencia de Chile y es, sin discusión, el más grande y genial fabricante de armas de dicho periodo. La tradición cuenta que en Mendoza, recién nombrado a cargo de la Maestranza, se dio a la tarea de requisar todo el hierro y el bronce disponible, incluso siete campanas de los conventos de su orden existentes en la provincia. Con este metal fabricó cañones, cureñas, granadas, bayonetas, balas de diversos calibres, monturas, herrajes, caramayolas (cantimploras), mochilas, y hasta aparejos para cruzar los cañones por desfiladeros y pasos fangosos, demostrando un talento y una habilidad extraordinarios.
La Maestranza del Ejército iniciaba así un camino de productividad que no se detendría, trascendiendo al tiempo, transformándose en la primera y más antigua industria pesada de Chile.
Ya en Chile, tras la Batalla de Chacabuco, de la campaña al sur de 1817 y de la Batalla de Maipú, que consolidó finalmente la independencia del país, el Libertador, General don Bernardo O’Higgins, dispuso la organización del Ejército de Chile y, para darle continuidad, la Maestranza –que había demostrado su importancia como pieza clave para la victoria de sus armas– la mantuvo a cargo de fray Luis Beltrán. Para ello dispuso su funcionamiento en la calle De la Ollería de Santiago, actual avenida Portugal, la que, por muchos años se conoció con el nombre de calle Maestranza.
La tradición cuenta que antes de la decisiva Batalla de Maipú, fray Luis Beltrán reunió allí a una gran cantidad de mujeres y hombres, quienes, en solo diez días, repararon fusiles y cañones, fabricaron armas blancas, prepararon balas y cartuchos, y montaron 22 piezas de artillería que, el 5 de abril de 1818, dieron el triunfo a las armas patriotas y consiguieron la definitiva independencia de Chile.
El siguiente desafío de la Maestranza fue proveer de armas y pertrechos a la expedición Libertadora del Perú, conformada con parte del Ejército de los Andes y del Ejército de Chile. Para ello, el gobierno agregó a la Maestranza la antigua casa fábrica de pólvora de Santiago y separó las funciones de producción de las de distribución y venta, siendo pionera en esta concepción fabril en el país. Así, se dictó un decreto que establecía: “Habrá en la capital del Estado una oficina con el nombre de Maestranza, destinada al sólo objeto de trabajar en ella cuántos útiles y aprestos militares necesiten los ejércitos de la Nación”. 
El nuevo organismo quedó bajo el cargo de un superintendente, quien podía vender cureñas, vestuario, fusiles, etcétera, aunque cada negocio debía ser autorizado por el gobierno. Asimismo se separó la Sala de Armas o Arsenal del trabajo de armería y, además, se estableció un novedoso régimen de organización por gremios de trabajadores, con un maestro mayor a cargo de cada uno de ellos.
Un hito en el desarrollo de la Maestranza fue haber fabricado y dotado de cohetes a la primera Escuadra Nacional, incorporando a su quehacer una vocación industrial por el desarrollo de tecnologías avanzadas, lo que ha sido una constante a través de su historia. Para ello, en el mismo barco en que llegó Lord Cochrane a Chile, venía el técnico James Goldsack, especialista en la fabricación de este tipo de proyectiles, quien fue contratado por el gobierno de Chile para producir una versión nacional de los cohetes “Congreve”.
Durante la Expedición Libertadora del Perú, la Maestranza en campaña continuó a cargo de fray Luis Beltrán, y proporcionó todas las municiones y pertrechos a las fuerzas marítimas y terrestres de la expedición.
En 1822 entregó al Ejército 24 piezas de artillería y se instaló en la fortaleza de El Callao. Más tarde, luego del retiro de San Martín, la Maestranza, siempre bajo la dirección de fray Beltrán, fue trasladada a Trujillo para servir a las fuerzas de Simón Bolívar, tarea que cumplió hasta las batallas finales de Junín y Ayacucho. Luego de una incansable actividad, fray Luis Beltrán regresó a Chile con su querida Maestranza y, luego de su retiro, pasó a Mendoza y a Buenos Aires donde falleció en 1827.
El notable talento y habilidad que mostró mientras estuvo a cargo de la Maestranza, su capacidad para adaptarse a las más extremas y variables condiciones, son características que heredó a la industria militar del Ejército, dejando una huella perdurable que aun hoy es señera en el funcionamiento de la fábrica, inspirando una creatividad e iniciativa que históricamente se ha sobrepuesto a la pobreza del erario. Su labor fue tan relevante para la Patria y su Ejército, que FAMAE lleva su nombre como patronímico, en tanto que su vida, luego de dos siglos, sigue siendo un ejemplo señero para la industria militar.
Luego de las campañas de la independencia las actividades de la fábrica se concentraron en Santiago postergándose la apertura de talleres en Valparaíso y Concepción por problemas de presupuesto. Cuando estalló la revolución de 1829, la Maestranza apertrechó al Ejército Constitucional y, más tarde, al Ejército Restaurador que derrotó a la Confederación Perú-Boliviana, para lo que desarrolló una planta en Valparaíso, que proveyó las necesidades de la Escuadra y del Ejército en campaña.
Fue precisamente el vencedor de Yungay, el general Manuel Bulnes quien, siendo presidente de la república, reestructuró la Maestranza organizándola en Departamentos de Especies y Municiones, de Fraguas, de Armamento Reparado, de Carpintería y de Pirotecnia, a la vez que concentró en el sector sur de Santiago a diversas dependencias castrenses, como el Cuartel de Artillería, la Maestranza y la Fábrica de Cartuchos, más otras de carácter cívico, como el Presidio Urbano, la Penitenciaría y la Quinta del Instituto Nacional.
Sabemos que el gobierno de don Manuel Montt se inicia y termina con dos guerras civiles, en 1851 y 1859, las que obligaron al gobierno a efectuar una importante compra de armas a Francia, con sus materiales de repuesto, pólvora y proyectiles, todo lo cual debía ser mantenido y administrado por la Maestranza.
Durante la Guerra contra España de 1866, Chile advirtió que tenía sus puertos y ciudades costeras en una gran indefensión y resolvió fabricar los cañones necesarios para la protección del litoral. Con tal propósito, la Maestranza abrió una planta en la ciudad de Limache, la que, además de material bélico, debía producir herramientas para la agricultura y la industria. Su primer director fue el Mayor de artillería Tomás Walton. Además de servir a las necesidades de las Fuerzas Armadas, el nuevo establecimiento fabricó máquinas para atascar cáñamo, locomóviles para aserraderos, arados, sembradoras de trigo, prensas para pasto, turbinas, molinos de trigo y motores a vapor, siendo un verdadero y efectivo instrumento impulsor del desarrollo nacional.
Con anterioridad a la Guerra del Pacífico, que volvería a poner a prueba a la fábrica nacional de armamentos, correspondió al Coronel Erasmo Escala dirigir la Maestranza por dos períodos consecutivos, entre 1861 y 1870, mejorando su producción. Más tarde, el coronel Marcos Maturana se hizo cargo de la Maestranza en plena guerra, poniendo en funcionamiento varios talleres que estaban en receso para mantener los 12 modernos cañones “Armstrong” que el gobierno adquirió en el extranjero. Durante este período se reorganizó el taller de municiones de la fábrica de cartuchos, para satisfacer las necesidades de la guerra, llegando a producir 13.000 cartuchos diarios.
Otra tarea a la que debió abocarse la Maestranza fue a la homologación de municiones para el muy variado armamento que disponía el Ejército y la Armada, más aquel que era capturado en combate, entre los que destacan los cañones de montaña “White” y “Grieve”, y las ametralladoras “Gardner” capturadas en Tacna y Arica, que luego serían replicadas en Chile. También, a la Maestranza se confió la maquinaria adquirida a la casa Gavelot de Francia, para la fabricación de cartuchos metálicos. No escasa parte del éxito militar de Chile en la guerra de 1879-1884 se debe a la eficiente labor cumplida por su fábrica de armamentos.
Después de la Revolución de 1891, el gobierno envió a Alemania a seis de los mejores profesionales de la Maestranza, mecánicos, armeros y técnicos, para que siguieran cursos de especialización y perfeccionamiento, lo que tuvo consecuencias muy positivas. Era el momento de asumir una visión estratégica para el desarrollo industrial del país y la Maestranza –junto a la Escuela de Artes y Oficios, a las Maestranzas de ferrocarriles, a la incipiente minería industrial y a la emergente actividad metalmecánica– tomó un lugar preponderante en este proceso, liderando en el área de la fundición industrial.
En este período, la fábrica de armamentos dio nuevos pasos en su desarrollo, destacando entre ellos la incorporación a todas sus dependencias de producción la energía eléctrica –que entonces se estaba aplicando en forma limitada en la capital en algunas dependencias estatales– la creación de una escuela de armeros, modernos polvorines y la construcción de un polígono para efectuar las pruebas de armamentos.
Al iniciarse el siglo XX, la Maestranza había ampliado notablemente sus funciones fabriles, incorporando tecnologías de punta de aplicación dual, es decir, de uso tanto militar como civil. A la adaptación para Chile del fusil Máuser, de origen alemán en 1895, siguió un significativo incremento en la variedad y calidad de pertrechos militares, que llevaron al Ejército a alcanzar un óptimo nivel de equipamiento, justo en momentos en que el país enfrentaba una crítica situación vecinal con Argentina.
En 1924, la Fábrica y Maestranza del Ejército, FAMAE, experimentó un gran cambio cualitativo como consecuencia de la dictación de la Ley N° 4.043, que le concedió personalidad jurídica propia y la autorizó para que, sin perjuicio de sus funciones como fábrica militar, pudiera producir y comercializar toda clase de maquinarias, herramientas y artículos de su producción, aprovechando toda su capacidad instalada.
Durante la gran depresión de la década de 1930, FAMAE lideró en Chile el desarrollo de la industria pesada, junto con Ferrocarriles del Estado y con los Astilleros de la Armada, en Valparaíso y Talcahuano. Fue el tiempo de la fabricación de variadas herramientas agrícolas; y también del establecimiento de una imprenta, en la que FAMAE publicaba la revista “El Obrero Industrial”, que fue un exponente señero de la relación trabajador-empresario y de ambos con la sociedad, innovación en la que fue pionera en Chile la fábrica militar.
Al estallar la Segunda Guerra Mundial, FAMAE desarrolló la producción de artículos electrodomésticos diversos, así como de otros que, habiendo nacido con fines militares eran susceptibles de ser adaptados a la vida cotidiana. Así, surgió un prototipo de máquina de coser eléctrica, la primera lavadora eléctrica construida en Chile y herramientas variadas, todo lo cual era exhibido y comercializado en una sala de ventas al público, actividad que fue complementada con una sección de Créditos y Cobranzas. Asimismo, tras una nueva modificación de su ley orgánica, FAMAE dio vida a un Consejo de Administración, dispuso de capital propio, otorgó mayores facultades a su director y se adecuó mejor a las condiciones del mercado. Ello le permitió asociarse a firmas extranjeras y nacionales, como lo hizo, por ejemplo, para la fabricación de instrumentos ópticos de excelente calidad, en cooperación con empresas alemanas.
En febrero de 1976, Estados Unidos decretó un embargo de armas a Chile, conocido bajo el nombre de “Enmienda Kennedy”, lo que se produjo en momentos de grave tensión en las relaciones con Perú, en 1975, y con Argentina, en 1978. Ello obligó a FAMAE a desarrollar al máximo todas sus capacidades, científicas, humanas y fabriles, para suplir las carencias de sus Fuerzas Armadas en tan graves circunstancias.
Solo a título de ejemplo, en 1976, se disparó el primer proyectil de artillería, de 105 mm, fabricado en Chile, en el Campo Militar de Peldehue; y que ese mismo año se inició la fabricación de minas submarinas, de nuevos tipos de bombas de aviación, de minas antitanques, del montaje de morteros calibre 120 mm, de carros sembradores de minas, y otros artificios militares.
Ante la necesidad de proveer al Ejército de artillería de largo alcance, en 1983 se inició el estudio de un ambicioso proyecto científico tecnológico, como fue el llamado “Proyecto Rayo”. El 11 de octubre de 1991, en la Pampa de Tamarugal, se disparó, por primera vez y desde una plataforma fija, este cohete de artillería tierra-tierra, el que llenó todas las expectativas, con un alcance final de más de 45 kilómetros. La experiencia desarrollada ha permitido a FAMAE, desarrollar al presente, toda una nueva familia de cohetes y misiles de uso táctico, de corto y mediano alcance.
Otro hecho histórico que merece especial mención, es que FAMAE prestó también servicios de fundición y suministro de partes, piezas y herramientas a la gran minería del cobre y a otros establecimientos metalúrgicos del país, efectuando una gran contribución a la economía nacional. Hoy tras dos centurias, las Fábricas y Maestranza del Ejército, FAMAE, siguen realizando su trabajo en beneficio de las Fuerzas Armadas, de la seguridad de la Patria y el bienestar de todos los chilenos.

## Capacidades tecnológicas y modernización

### Desarrollo de nuevas tecnologías
FAMAE se ha posicionado como líder en innovación tecnológica militar en América Latina, desarrollando proyectos avanzados que incluyen:
- Sistemas de lanzamiento múltiple: El SLM FAMAE representa la evolución del sistema Rayo, con capacidad para lanzar cohetes de 160mm y misiles de 306mm, con alcances de hasta 150 km.
- Nuevas líneas de armamento personal: La serie de pistolas Volcano-F, Tornado-F, Esparta-F y F1811 marca el retorno de FAMAE al desarrollo de armas cortas de nueva generación.
- Sistemas de simulación avanzados: El desarrollo del SETAC y los polígonos de tiro virtual demuestran la capacidad de la empresa para integrar tecnologías de realidad aumentada y simulación en el entrenamiento militar.

### Colaboraciones internacionales
FAMAE mantiene acuerdos de cooperación tecnológica con importantes empresas del sector defensa:
- Israel: Fabricación bajo licencia del Galil ACE y sistemas de misiles.
- Suiza: Producción de sistemas SIG y colaboración en sistemas de artillería.
- España: Cofabricación de munición de artillería con EXPAL.
- Noruega: Desarrollo conjunto de chalecos balísticos con NFM Group.
- Turquía: Modernización de vehículos blindados con Aselsan y Roketsan.

### Programas de modernización en curso
La empresa está involucrada en varios programas de modernización del equipamiento militar chileno:
- Programa Leopard 2A4CHL NG: Modernización de tanques principales con sistemas electrónicos avanzados.
- Programa Marder 1A3 NG: Actualización de vehículos de combate de infantería.
- Programa de nuevas pistolas: Reemplazo gradual del armamento corto con productos de fabricación nacional.
- Sistemas de comando y control: Desarrollo de sistemas integrados de mando y control táctico.

## Proyectos actuales

### Proyectos de armamento
- Programa de modernización de pistolas: Desarrollo y producción de las nuevas series Volcano-F, Tornado-F, Esparta-F y F1811 para reemplazar el armamento corto existente.
- Expansión de la línea Galil ACE: Fabricación continua bajo licencia de las variantes NC (Nueva Configuración) para diferentes roles tácticos.
- Desarrollo de munición de precisión: Nueva línea de munición FLB para calibres .308 y .223, optimizada para tiro de precisión.

### Proyectos de vehículos y sistemas blindados
- Modernización de vehículos de combate: Participación en la actualización de Leopard 2A4CHL y Marder 1A3 con tecnología turca.
- Desarrollo del VIPP: Vehículo de Ingenieros Porta Puente desarrollado nacionalmente para complementar capacidades de ingeniería militar.
- Sistemas de protección avanzados: Desarrollo de nuevos chalecos balísticos en colaboración con NFM Group.

### Proyectos de sistemas de armas
- SLM FAMAE: Sistema de Lanzamiento Múltiple de nueva generación con capacidad multicalibre (160mm y 306mm).
- Familia de cohetes Tralcán: Desarrollo de cohetes de 70mm y 122mm para diferentes plataformas de lanzamiento.
- Sistemas antiaéreos: Desarrollo de misiles Testigo y Dichato para defensa aérea de corto alcance.

### Proyectos de simulación y entrenamiento
- SETAC (Sistema de Entrenamiento Táctico para Comandantes): Juego de guerra computarizado de doble acción en uso en importantes ejércitos de Latinoamérica.
- Polígonos de tiro virtual: Sistemas de simulación diseñados por el Centro de Modelación y Simulación del Ejército (CEMSE).
- Sistemas de realidad aumentada: Desarrollo de la plataforma Aumentaty para entrenamiento militar inmersivo.

### Proyectos de colaboración industrial
FAMAE continúa colaborando en la industrialización del país a través de:
- Transferencia tecnológica: Desarrollo de capacidades industriales duales (militar-civil).
- Programas de capacitación: Optimización de estándares de calidad conforme a normas internacionales.
- Investigación y desarrollo: Innovación en materiales y procesos de fabricación.

## Galería

### Armamento individual

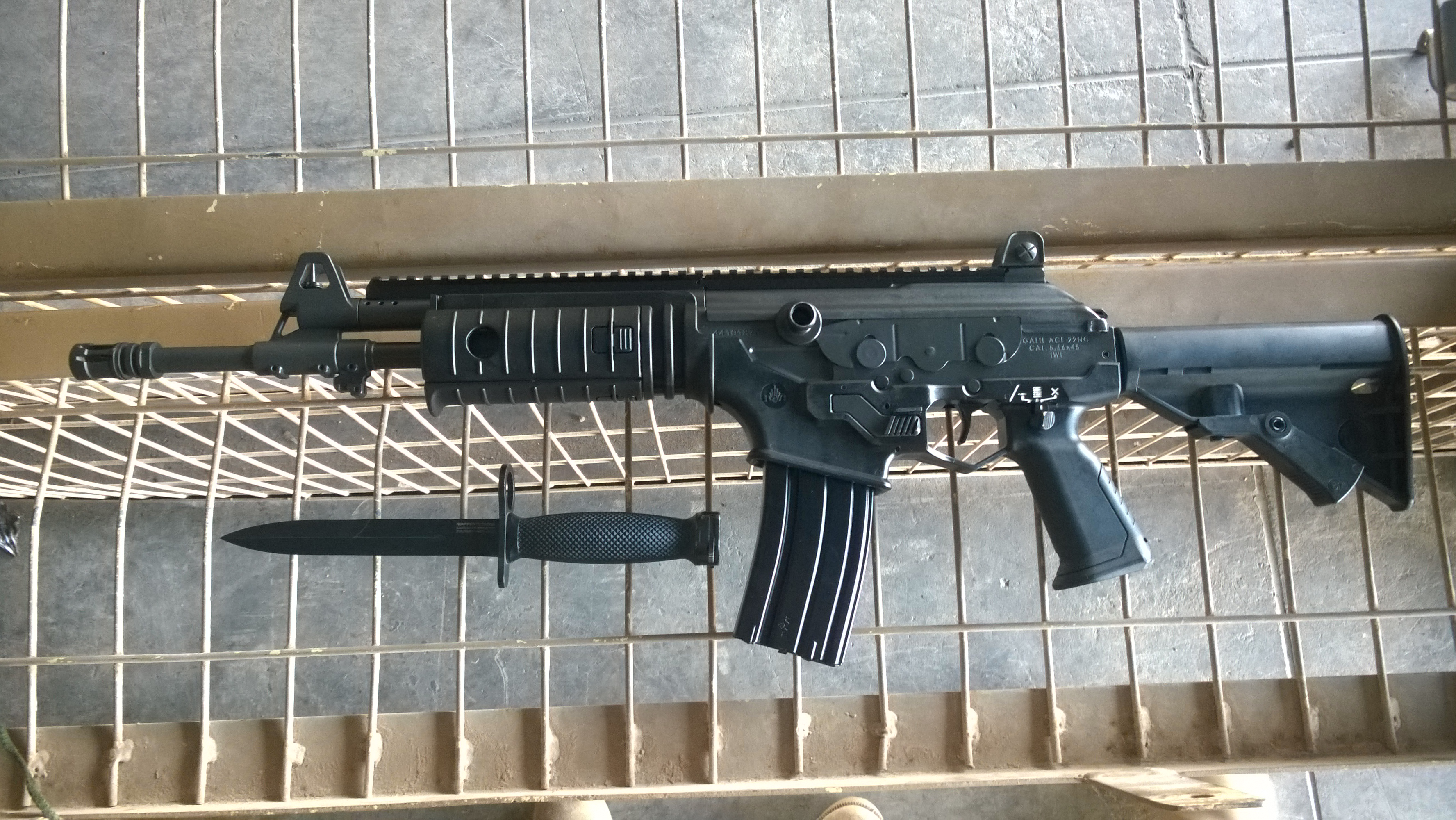
Fusil de asalto Galil ACE 22NC calibre 5,56×45mm OTAN, fabricado bajo licencia por FAMAE
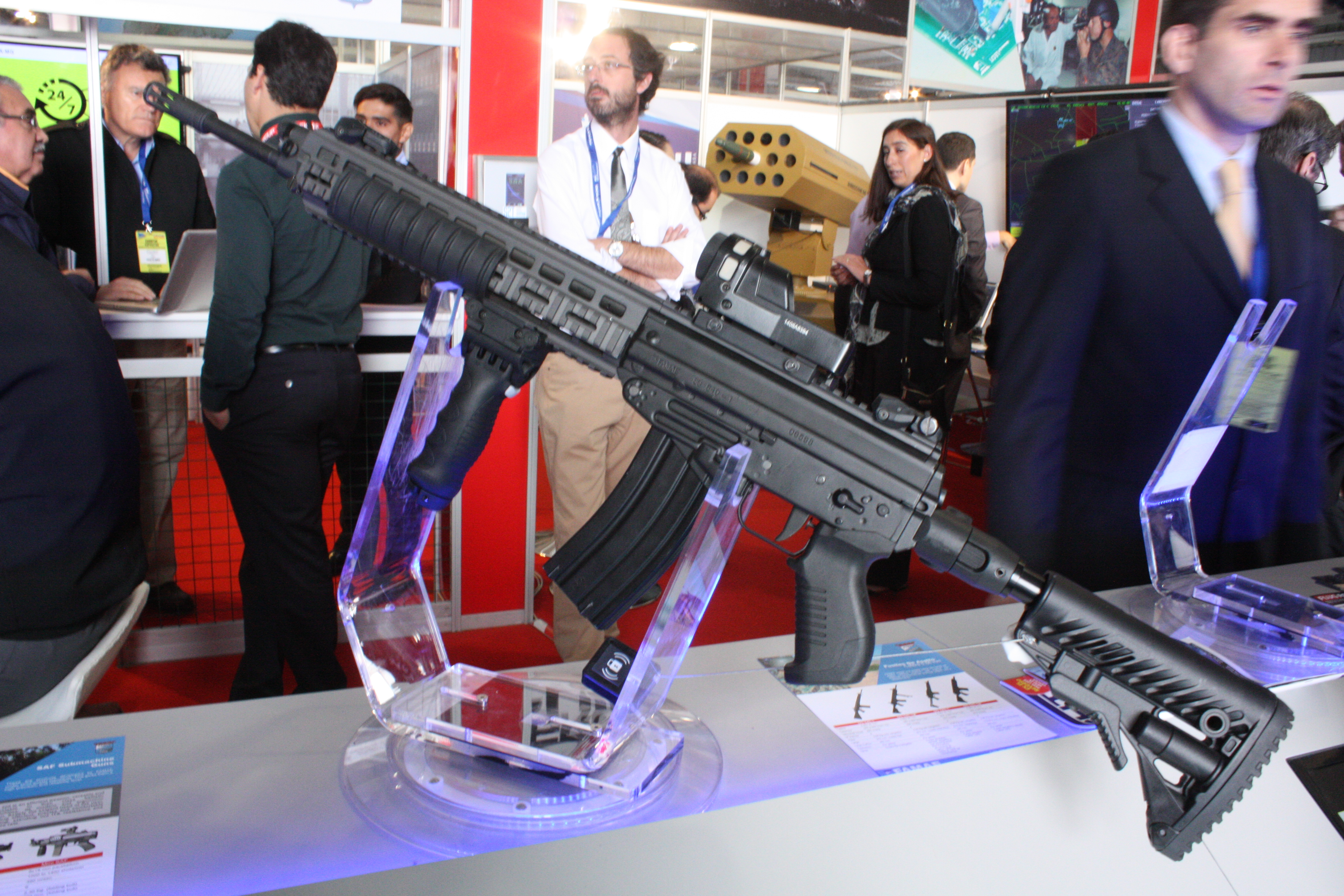
Fusil SIG SG 540 calibre 5,56mm, una de las primeras producciones bajo licencia de FAMAE
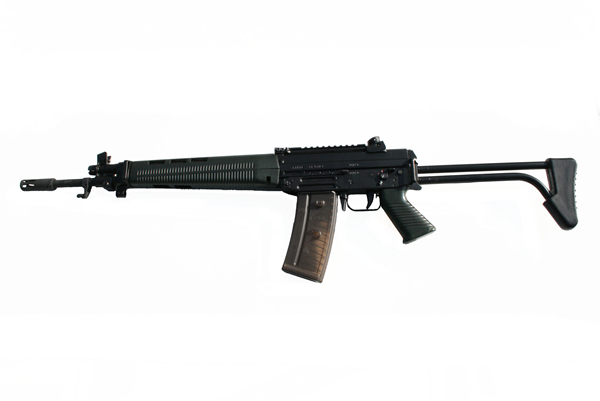
Fusil SIG SG 543-1 calibre 5,56mm con culata plegable, variante compacta del SG 540
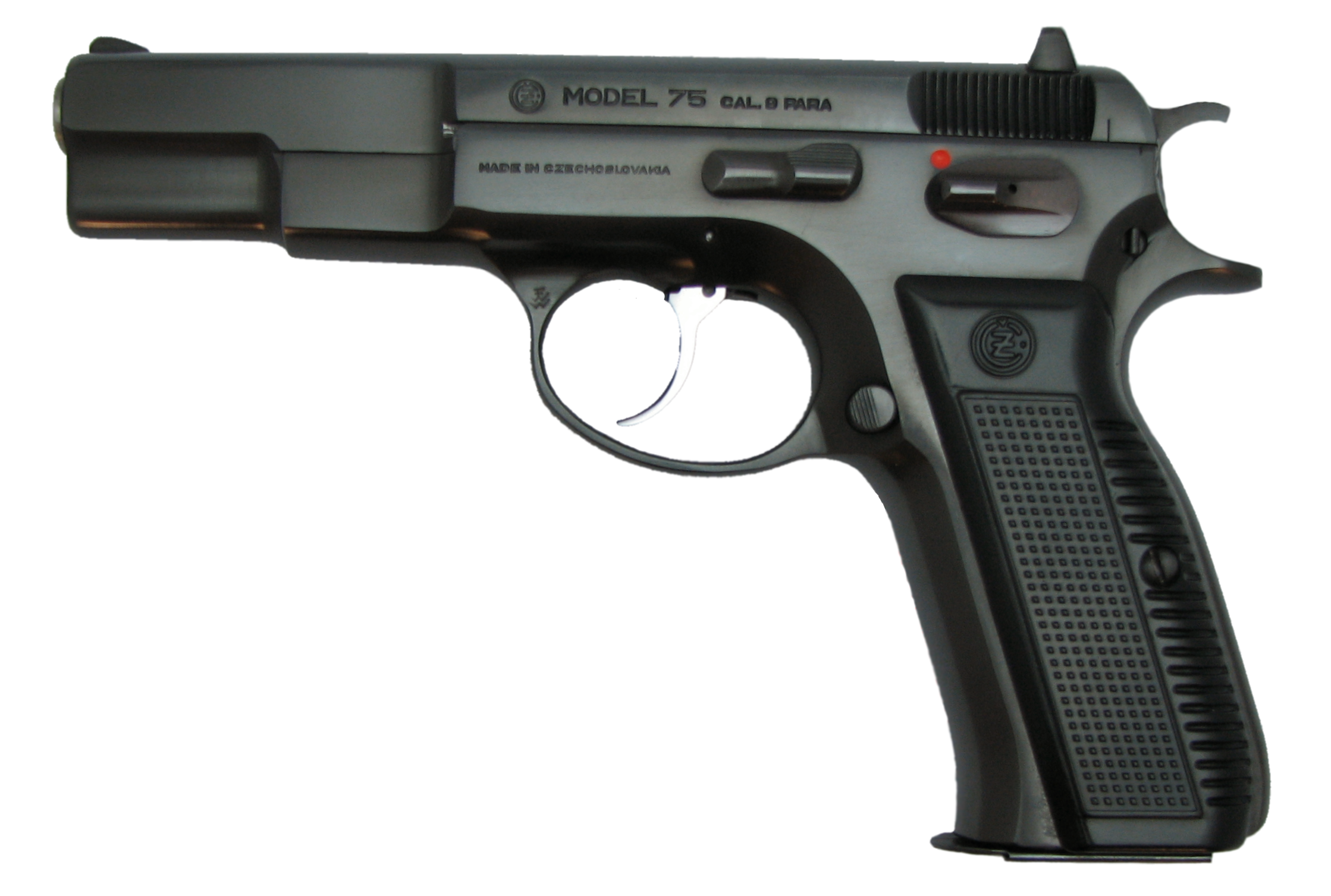
Pistola FAMAE FN-750 calibre 9mm Parabellum, fabricada bajo licencia de la CZ 75 checa
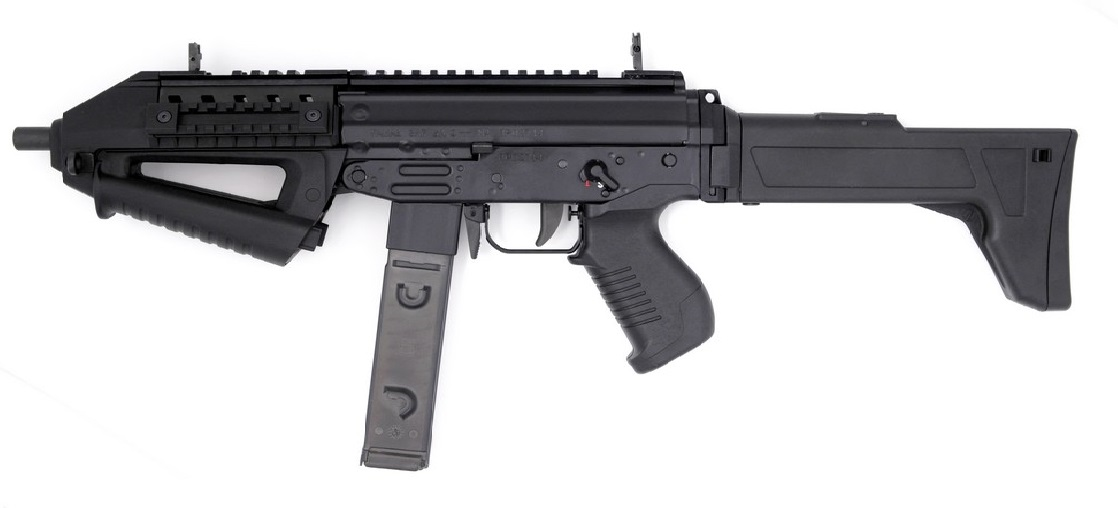
Subfusil FAMAE SAF-200 calibre 9mm Parabellum, desarrollado nacionalmente por FAMAE
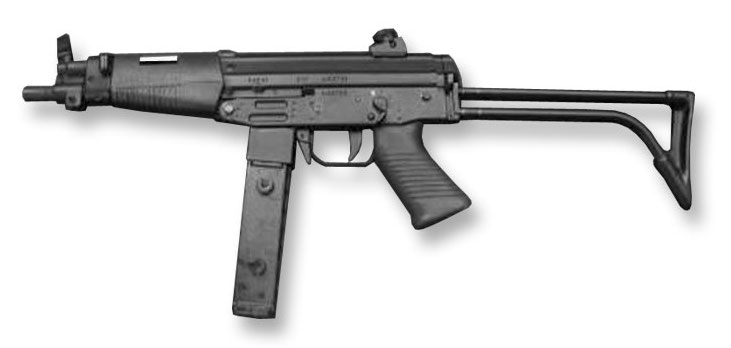
Mini-SAF FAMAE, versión compacta del subfusil SAF para fuerzas especiales

### Vehículos blindados y sistemas de combate

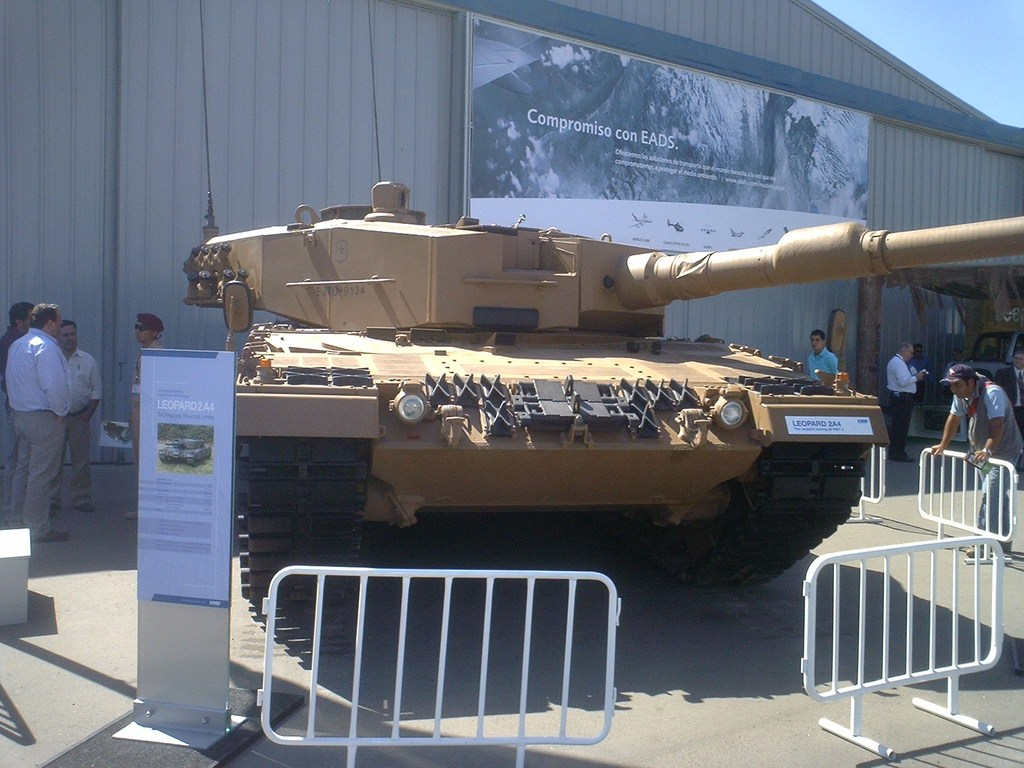
Tanque Leopard 2A4 del Ejército de Chile con modificaciones y mantenimiento de FAMAE
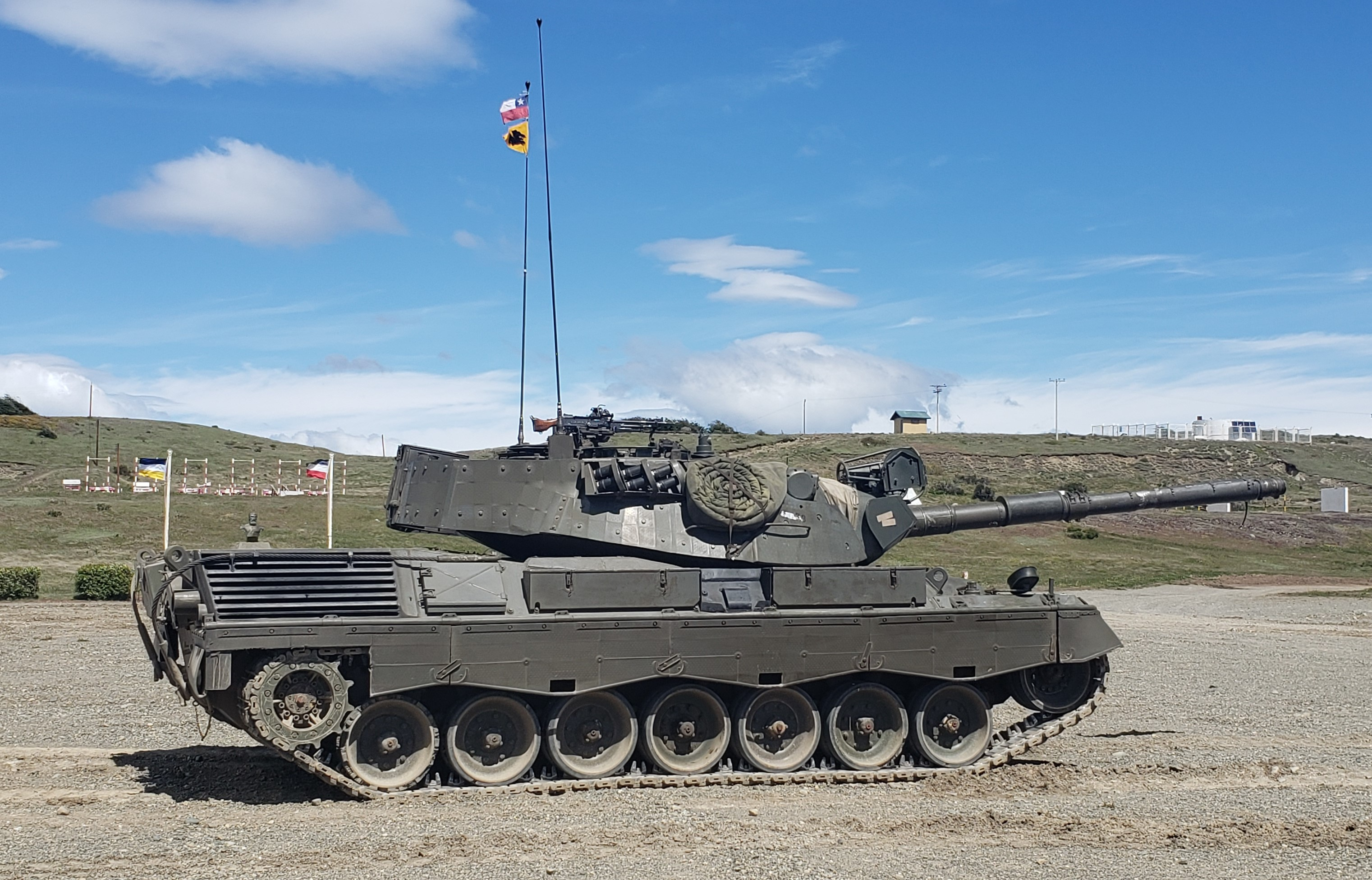
Leopard 1V modificado por FAMAE, versión de recuperación y mantenimiento
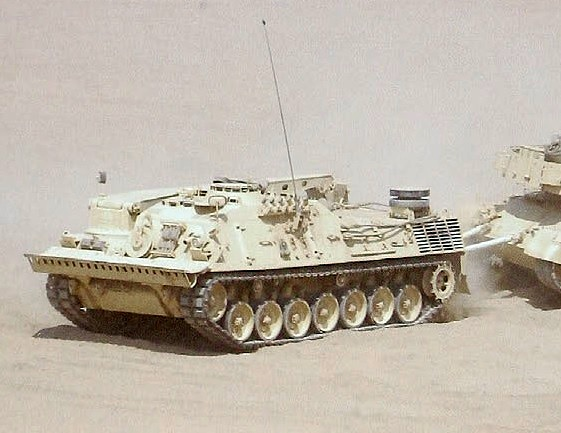
Bergepanzer 2000 modificado por FAMAE para el Ejército de Chile
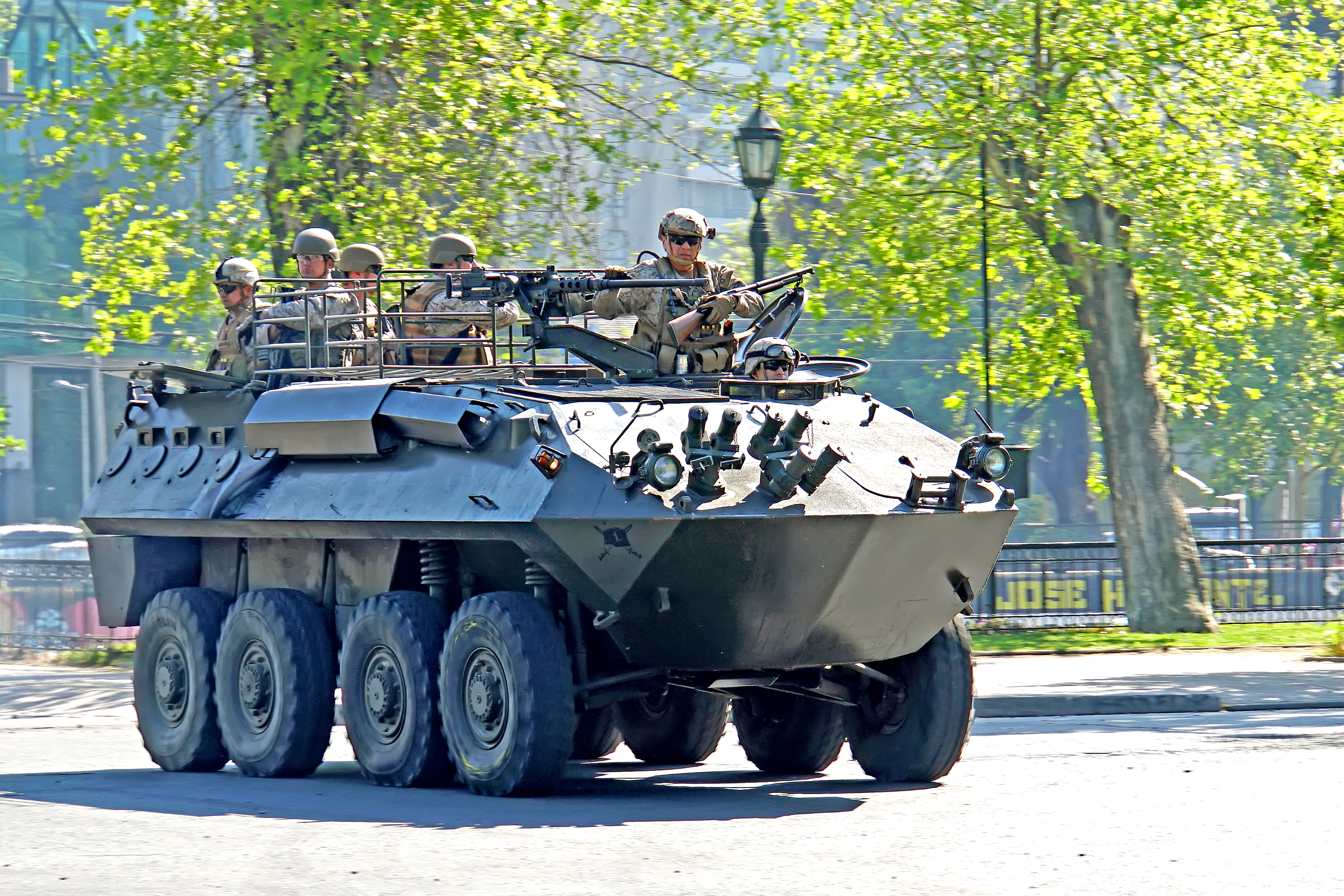
MOWAG Piranha 8×8 cofabricado por FAMAE e Industrias Cardoen para misiones de paz
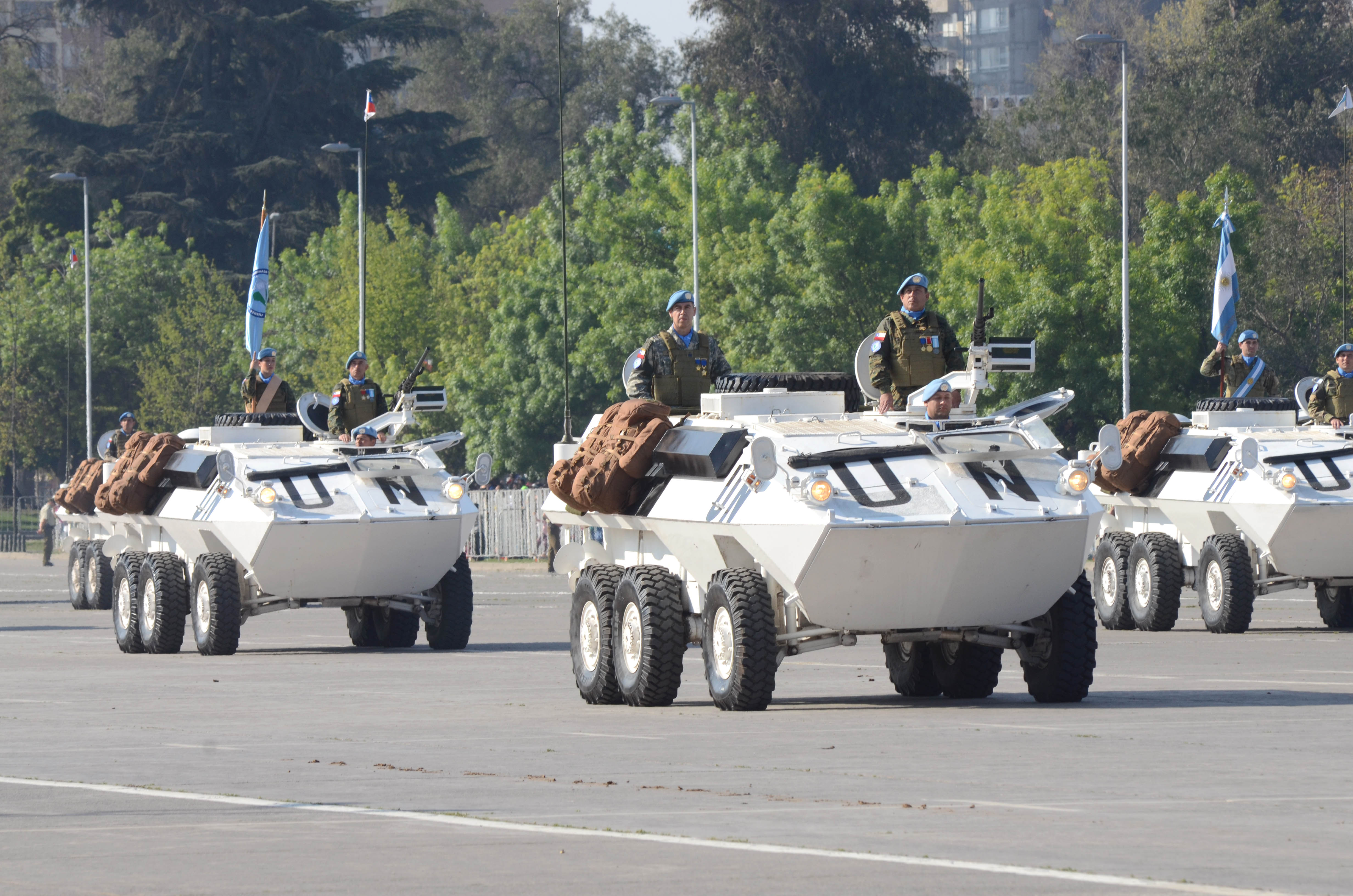
FAMAE Piranha 6×6 durante la Parada Militar 2014 en Santiago
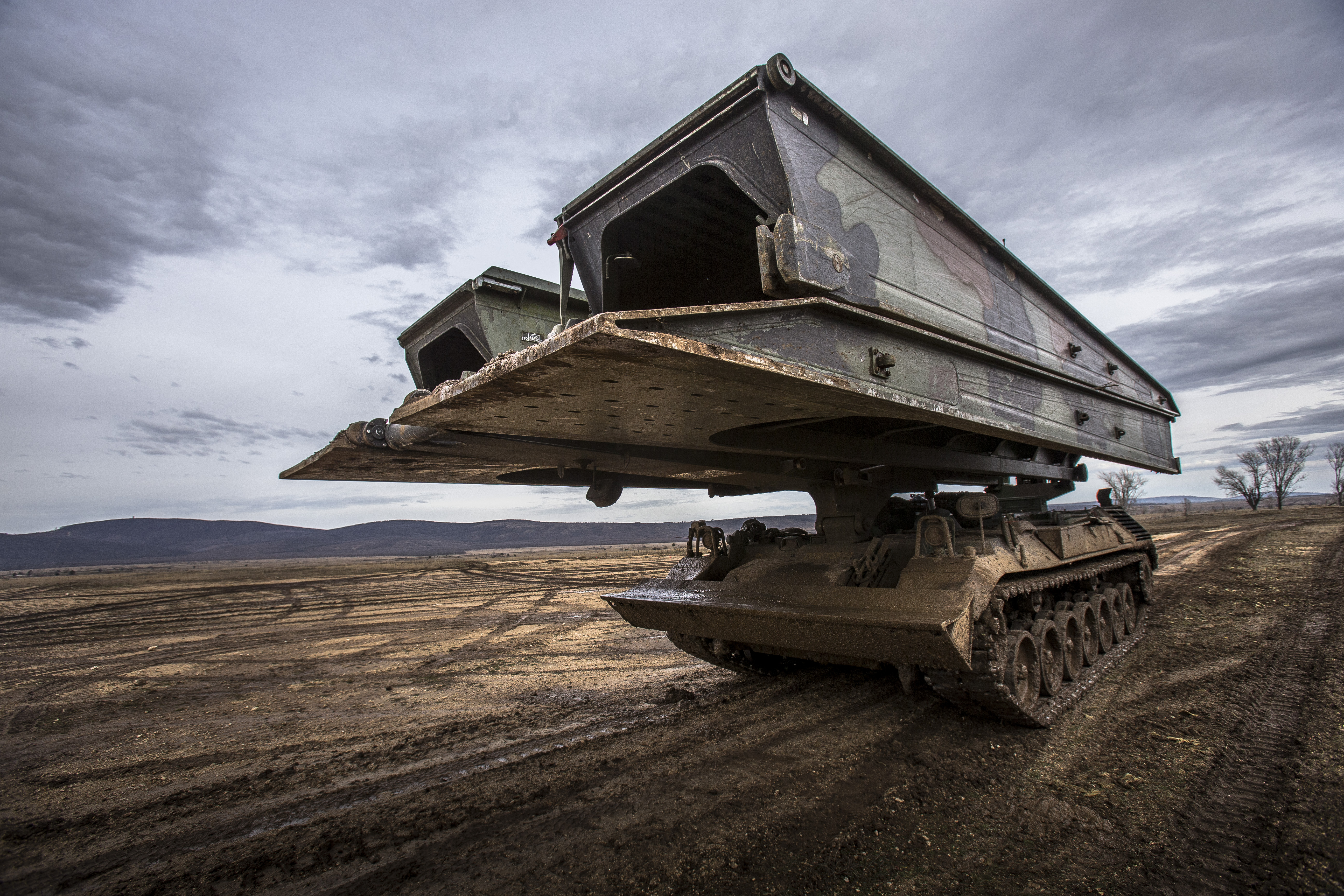
BrPz-1 Biber (lanzapuentes) modificado por FAMAE sobre chasis Leopard 1
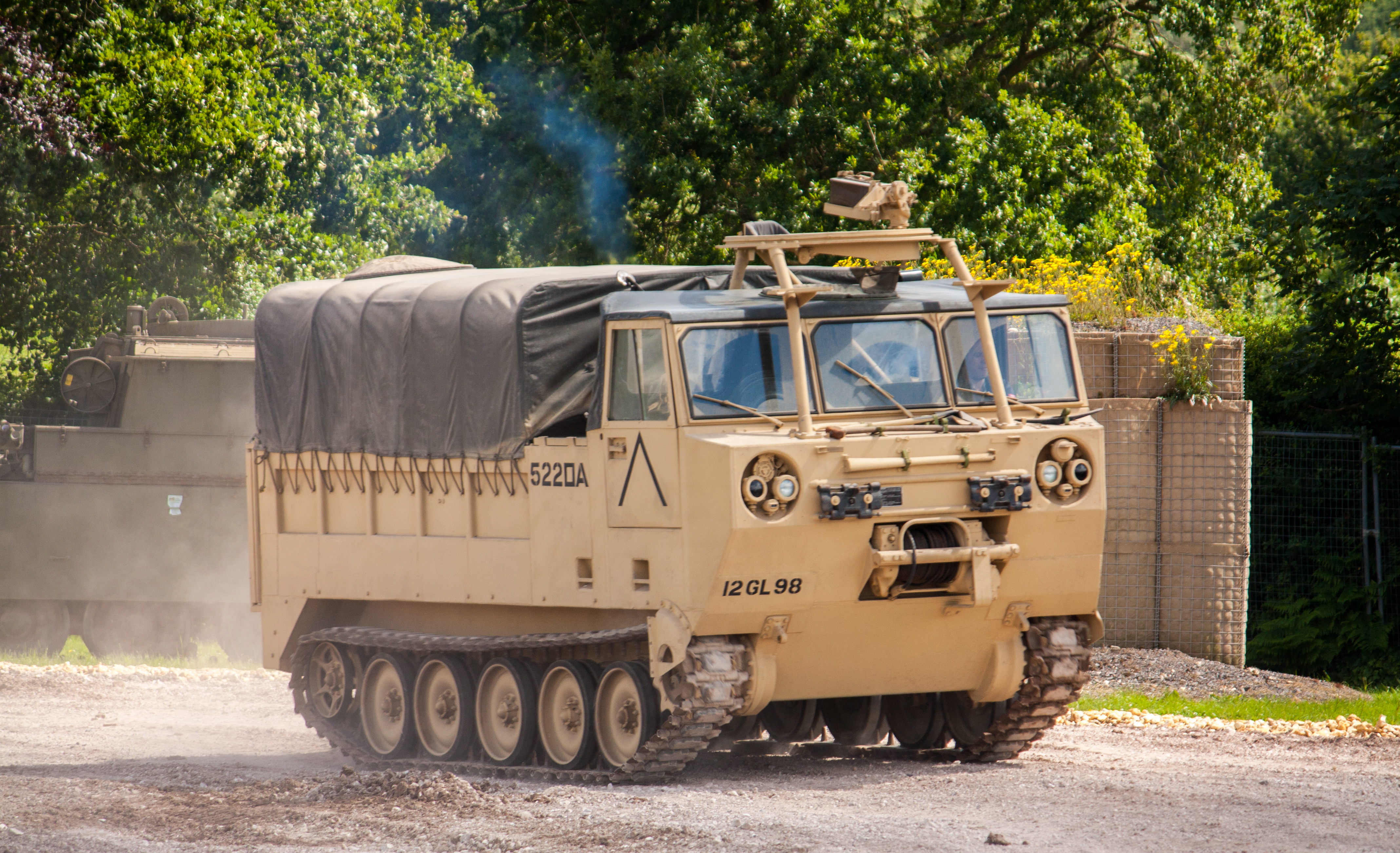
M548-A1 modificado por FAMAE como vehículo de transporte y combustible
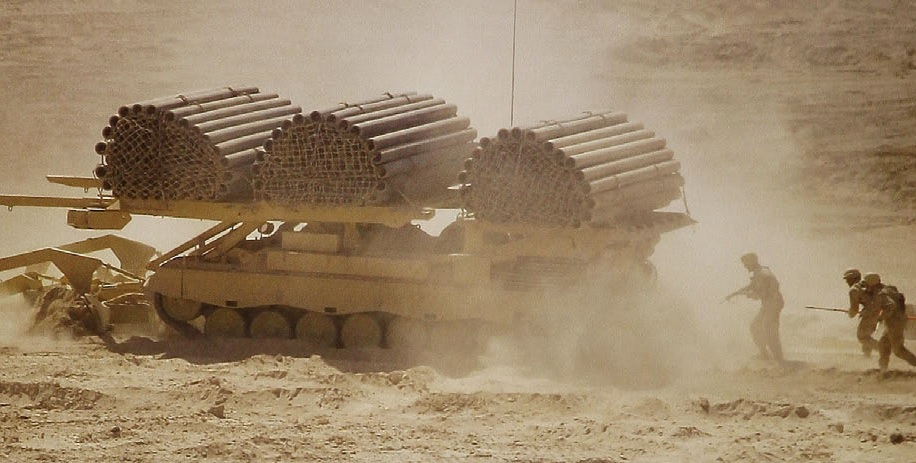
Sistema lanza fajinas de tubos desarrollado por FAMAE para tanques Leopard 1

### Sistemas de cohetes y misiles

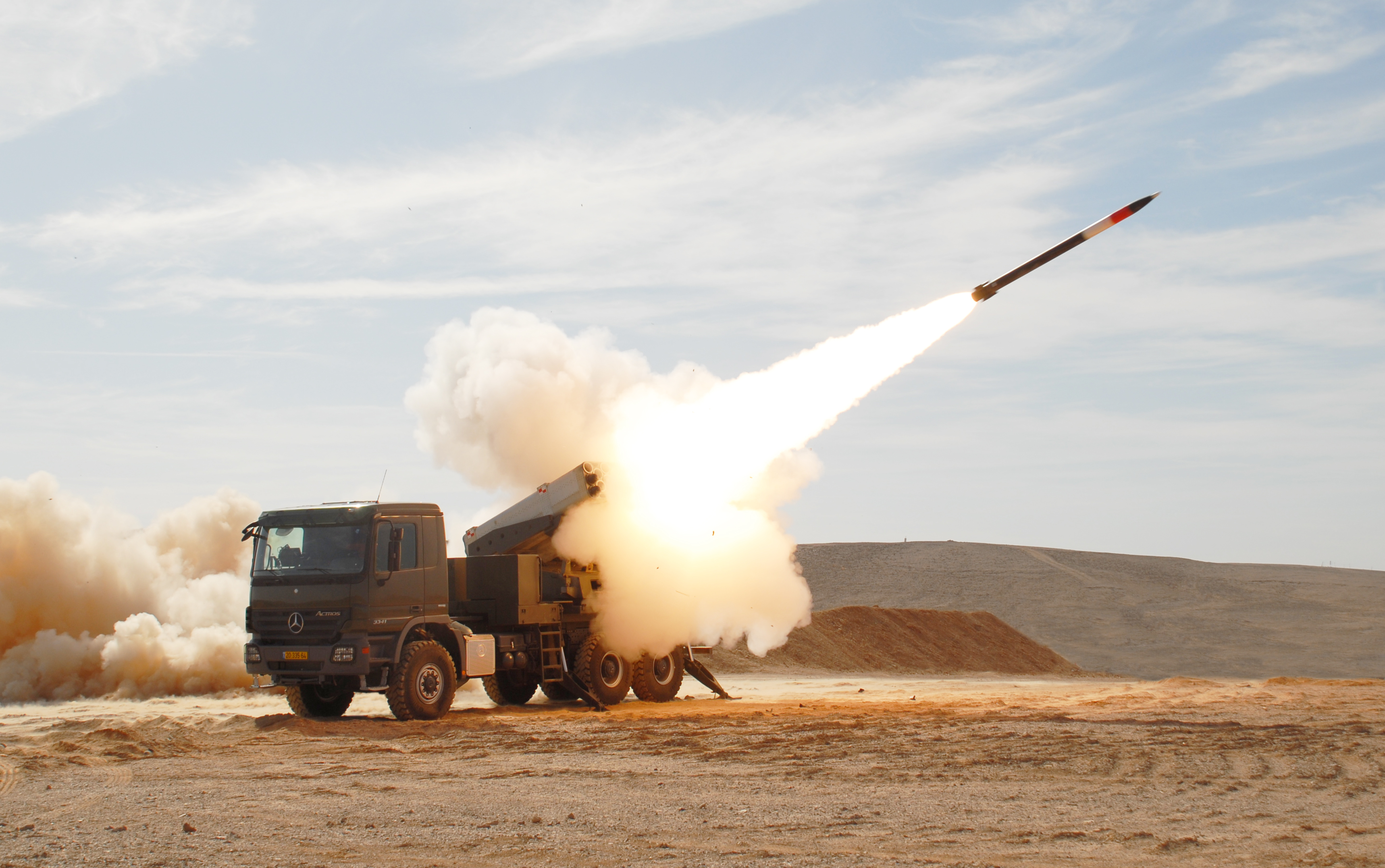
Cohete Rayo, sistema de lanzamiento múltiple de 160mm desarrollado por FAMAE
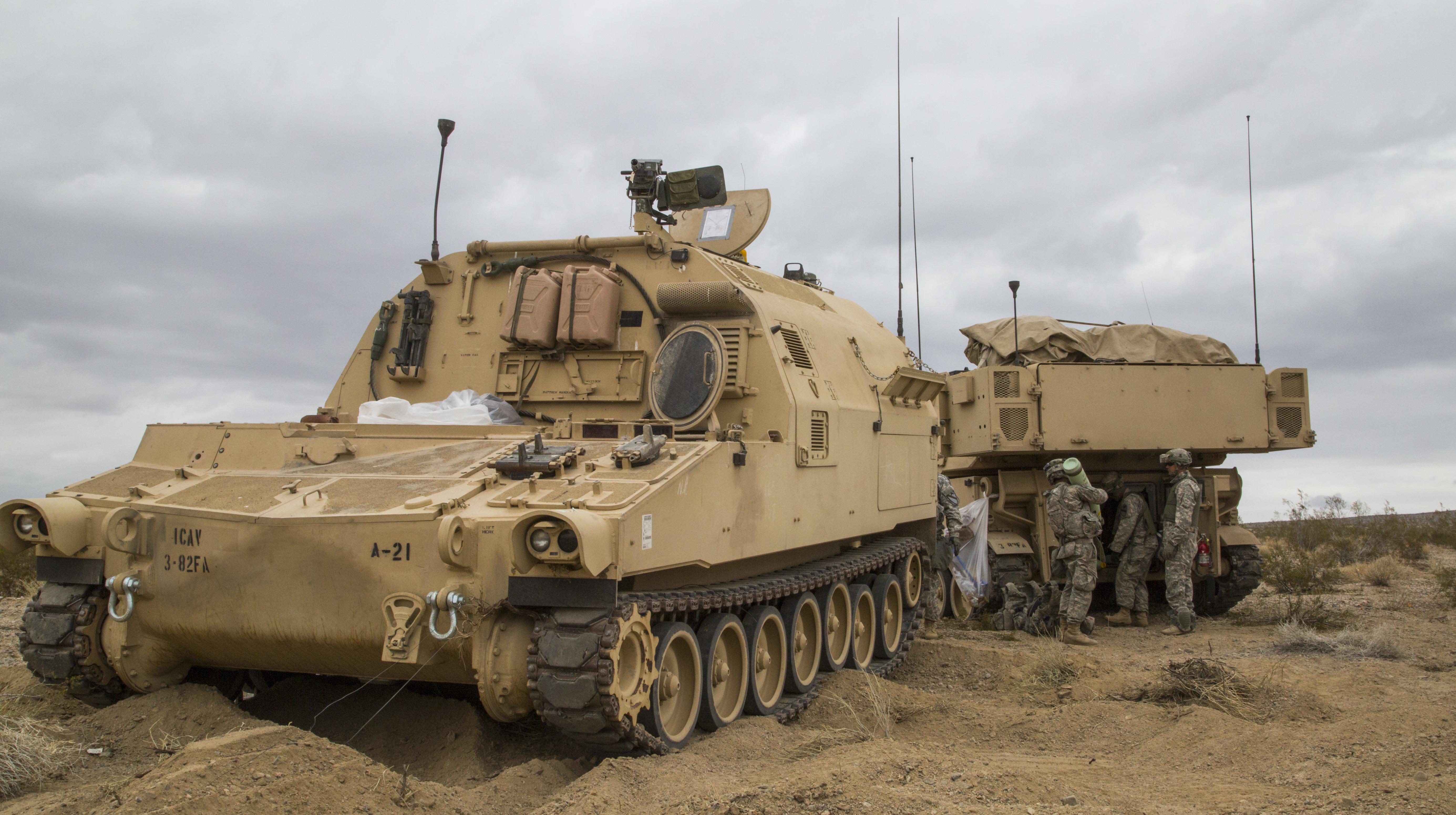
M992A2 FAASV modificado por FAMAE para transporte de munición de artillería

### Proyectos históricos y prototipos

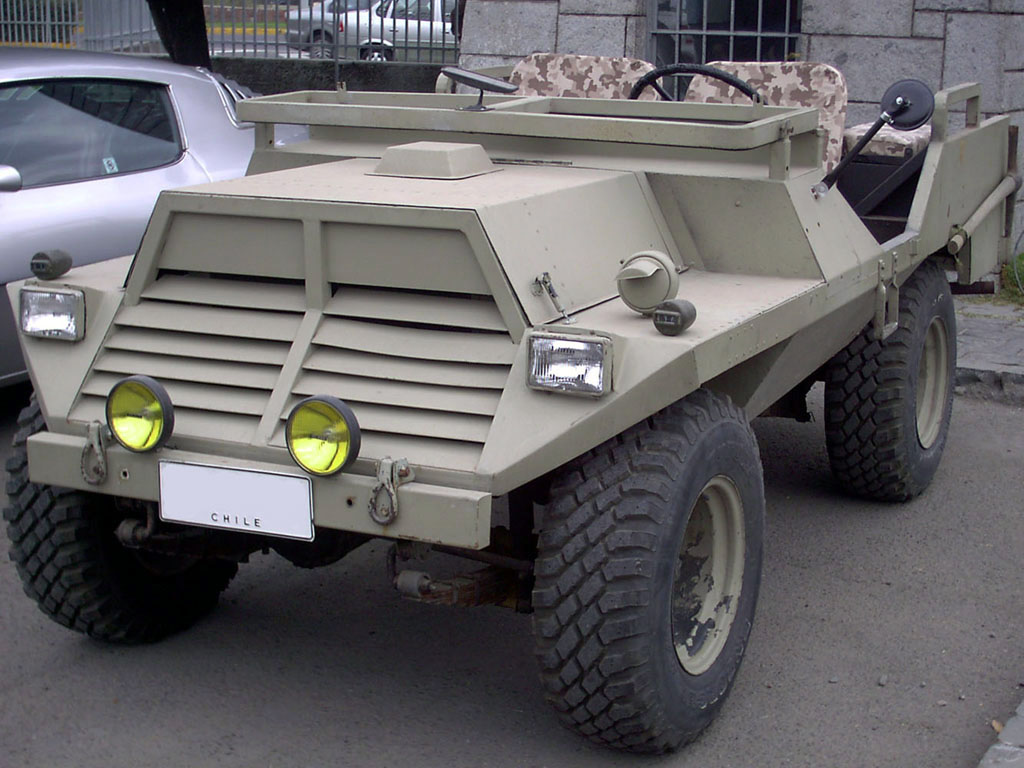
Prototipo del vehículo utilitario FAMAE CORVO 2.2 (1975), proyecto de vehículo nacional

## Mercados y exportaciones

### Mercado nacional
FAMAE es el principal proveedor de armamento y equipamiento militar del Ejército de Chile, suministrando:
- Armamento individual: fusiles, pistolas, subfusiles y municiones
- Sistemas de artillería: obuses, morteros y proyectiles
- Vehículos blindados: modificaciones y repotenciaciones
- Sistemas de simulación y entrenamiento militar

### Mercado internacional
La empresa ha expandido su presencia en mercados internacionales, exportando productos a varios países de América Latina:
- Sistemas SETAC: El sistema de simulación táctica se encuentra en servicio en importantes ejércitos latinoamericanos
- Munición especializada: Exportación de cartuchos y proyectiles de artillería
- Tecnología de cohetes: Transferencia de tecnología para sistemas de lanzamiento múltiple
- Servicios de modernización: Asesoría y servicios para actualización de equipamiento militar

### Participación en ferias internacionales
FAMAE participa regularmente en las principales ferias de defensa y seguridad:
- FIDAE (Feria Internacional del Aire y del Espacio): Principal plataforma de exhibición en Chile
- LAAD (Latin America Aero & Defence): Presencia en el mercado latinoamericano
- FEINDEF y otras ferias europeas: Búsqueda de nuevas colaboraciones tecnológicas

## Certificaciones y estándares de calidad
FAMAE mantiene certificaciones internacionales que garantizan la calidad de sus productos:

### Certificaciones ISO
- ISO 9001: Sistemas de Gestión de la Calidad – Requisitos (certificación renovada 2025)
- ISO 14000: Estándares de Gestión Medioambiental en entornos de producción
- ISO 50001: Sistema de gestión de la energía
- ISO 31000: Sistema de Gestión de Riesgos
- ISO 26000: Responsabilidad social
- ISO/IEC 27001: Sistema de Gestión de Seguridad de la Información
- ISO/IEC 20000: Tecnología de la información, Gestión del servicio

### Estándares militares
- Normas OTAN: Cumplimiento de estándares internacionales de munición y equipamiento
- Normas NIJ: Certificación de equipos de protección balística
- Decreto Supremo N.º 867: Cumplimiento de normativas nacionales de seguridad

### Política de calidad
FAMAE implementa un proceso de mejoramiento continuo que incluye:
- Auditorías internas y externas regulares
- Capacitación continua del personal
- Actualización tecnológica de procesos
- Trazabilidad completa de productos
- Control de calidad en todas las etapas de producción

## Modelos producidos

### Armas de fuego

#### Pistolas
- Pistola FAMAE FN-750 calibre 9mm Parabellum (fabricada bajo licencia de CZ 75).
- Pistola FAMAE VOLCANO-F calibre 9mm Parabellum y .40 Smith & Wesson.
- Pistola FAMAE Tornado-F calibre 9mm Parabellum y .40 Smith & Wesson.
- Pistola FAMAE Esparta-F calibre 9mm Parabellum y .40 Smith & Wesson.
- Pistola FAMAE F1811 (en desarrollo).

#### Fusiles de asalto
- Fusil Galil ACE (fabricado bajo licencia de IWI):
  - Galil ACE 21 NC (cañón corto) calibre 5,56×45 mm OTAN
  - Galil ACE 22 NC (cañón intermedio) calibre 5,56×45 mm OTAN
  - Galil ACE 23 NC (cañón largo) calibre 5,56×45 mm OTAN
  - Galil ACE 52 NC calibre 7,62×51 mm OTAN
- Fusil SIG SG 556 calibre 5,56mm (partes y piezas).
- Fusil SIG SG 552 calibre 5,56mm.
- Fusil SIG SG 551 calibre 5,56mm.
- Fusil SIG SG 550 FAMAE (partes y piezas, como el sistema de gases del SIG-556).
- Fusil SIG SG 540 FAMAE - calibre 5,56mm.
- Fusil SG 543-1 - calibre 5,56.
- Fusil SIG SG 542 y 542-1 FAMAE - calibre 7,62mm.
- Fusil SIG SG 510-4 FAMAE - calibre 7,62mm.

#### Subfusiles
- Subfusil MT-40 FAMAE - calibre 9mm Parabellum.
- Subfusil FAMAE SAF-200 - calibre 9mm Parabellum y .40 Smith & Wesson.
- Subfusil FAMAE SAF (versión original).
- MiniSAF-FAMAE.
- Subfusil Taurus SM-12 (fabricado bajo licencia).

#### Fusiles de precisión
- Fusil FAMAE FD-200 para tiradores designados.

### Municiones

#### Cartuchos para armas pequeñas
- 9 × 19 mm Parabellum
- .40 Smith & Wesson
- 5,56 × 45 mm OTAN
- 7,62 × 51 mm OTAN
- .338 Lapua Magnum
- 12,7 x 99 OTAN
- .45 ACP
- Cartucho de fogueo para entrenamiento

#### Munición de artillería
- Proyectiles de 155mm:
  - HE M107 (alto explosivo)
  - M4A2 (alto explosivo mejorado)
  - M119A1 (iluminación)
  - CQ9E3 (humo)
  - ER02-A1 BT/BB Expal (largo alcance, cofabricado con EXPAL)
- Munición para morteros:
  - 60mm H.E. para mortero
  - 81mm H.E. para mortero
  - 120mm H.E. para mortero (FAMAE-120)
- Munición para vehículos blindados:
  - 105×617mm L7A3 (para cañones de tanque)
  - 120×570mm L44 (para Leopard 2A4)

#### Granadas de 40mm
- TM M8410 (granada marcadora de humo naranja)
- M381 (alto explosivo, fabricada bajo licencia estadounidense)
- M651 (gas CS, fabricada bajo licencia)
- M781 (práctica, fabricada bajo licencia)

### Explosivos y pirotecnia
- Explosivo FAMAE-TNT.
- Químico.
- Bengala B-101.
- Gas lacrimógeno CS FAMAE.
- Granada de humo (varios colores: P-700 rojo, P-701 amarillo, P-704 naranja, P-705 azul, P-706 blanco, P-707 verde).
- M26 (Granada de mano).
- FAMAE FAM-1 (granada de fragmentación ofensiva).
- FAMAE FAM-2 (granada de fragmentación defensiva).
- Emisor de humo 70mm.

### Vehículos y sistemas blindados
- 395 MOWAG Piranha (265 6×6 + 139 8×8D) cofabricados con Industrias Cardoen.
- Modificaciones de vehículos blindados:
  - M548-A1 modificados (transporte y combustible).
  - BrPz-1 Biber modificados (lanzapuentes).
  - 140 Leopard 1V (repotenciación).
  - Bergepanzer 2000 modificados.
  - Lanza fajinas de tubos para Leopard 1.
  - VIPP (Vehículo de Ingenieros Porta Puente).

### Sistemas de cohetes y misiles
- Cohete Rayo (sistema lanzacohetes múltiple de 160mm).
- SLM FAMAE (Sistema de Lanzamiento Múltiple de 306mm, actualización del Rayo).
- Cohetes y misiles especializados:
  - Cohete Chaff (varias variantes de alcance).
  - Cohete Extra (alcance 150 km).
  - Cohete de 160mm para sistemas RAYO y SLM.
  - Cohete Alpaca (naval de corto alcance).
  - Cohete ZENON MK-66.
  - Cohete OTON MK-40.
  - Cohete Tralcán 70mm.
  - Misil Testigo (antiaéreo, alcance 28 km).
  - Misil Dichato (antiaéreo experimental, basado en Blowpipe).

### Sistemas de protección
- Cascos de combate MICH TC-2000, TC-2001, TC-2002 (fabricados bajo licencia estadounidense).
- Chaleco balístico NFM-FAMAE (cofabricado con NFM Group de Noruega) nivel NIJ IIIA/IV.

### Equipamiento especializado
- 120-FAMAE (Mortero).
- 60-FAMAE (Mortero).
- Sistema de Simulación SETAC "Sistema de Entrenamiento Táctico para Comandantes".
- Polígono de tiro virtual.
- Sistema de entrenamiento Aumentaty (realidad aumentada).
- Corvo FAMAE (arma blanca tradicional chilena).

### Productos civiles
Durante ciertos períodos, FAMAE ha fabricado productos para uso civil:
- Máquinas de coser eléctricas.
- Lavadoras eléctricas.
- Herramientas agrícolas.
- Motores a vapor.
- Turbinas.
- Molinos de trigo.
- Arados y sembradoras.

### Tipos de municiones fabricadas por FAMAE

#### Munición para armas pequeñas
| Calibre              | Tipo                   | Descripción                                       |
| -------------------- | ---------------------- | ------------------------------------------------- |
| 9 × 19 mm Parabellum | Servicio/Civil         | Munición estándar para pistolas y subfusiles      |
| .40 Smith & Wesson   | Servicio               | Para nueva línea de pistolas FAMAE                |
| 5,56 × 45 mm OTAN    | Militar                | Munición estándar para fusiles de asalto          |
| 7,62 × 51 mm OTAN    | Militar                | Para fusiles de precisión y ametralladoras        |
| .338 Lapua Magnum    | Precisión              | Munición de alta precisión para francotiradores   |
| 12,7 × 99 OTAN       | Antimaterial           | Para ametralladoras pesadas y rifles antimaterial |
| .45 ACP              | Servicio               | Para armamento especializado                      |
| .300 AAC Blackout    | Operaciones especiales | Munición subsónica y supersónica                  |

#### Munición de artillería y morteros
| Sistema           | Calibre    | Tipos disponibles                                                |
| ----------------- | ---------- | ---------------------------------------------------------------- |
| Obuses            | 155mm      | HE M107, M4A2, M119A1 (iluminación), CQ9E3 (humo), ER02-A1 BT/BB |
| Morteros          | 60mm       | H.E., iluminación, humo                                          |
| Morteros          | 81mm       | H.E., iluminación, humo, práctica                                |
| Morteros          | 120mm      | H.E., iluminación, humo, práctica                                |
| Cañones de tanque | 105mm L7A3 | APDS, HEAT, HESH, HE, humo                                       |
| Cañones de tanque | 120mm L44  | APFSDS, HEAT, HESH, HE, humo                                     |

#### Granadas de 40mm
| Modelo    | Tipo           | Uso                                             |
| --------- | -------------- | ----------------------------------------------- |
| TM M8410  | Marcadora      | Humo naranja para marcado de objetivos          |
| M381      | Alto explosivo | Fragmentación antipersonal                      |
| M433      | HEDP           | Doble propósito (antipersonal/anticarro ligero) |
| M651      | Gas CS         | Control de disturbios                           |
| M781      | Práctica       | Entrenamiento con trazador                      |
| M713/M714 | Humo           | Señalización en varios colores                  |
| M583A1    | Iluminación    | Operaciones nocturnas                           |

#### Cohetes y misiles
| Sistema         | Calibre/Tipo    | Alcance       | Uso                          |
| --------------- | --------------- | ------------- | ---------------------------- |
| Cohete Extra    | 306mm           | 150 km        | Sistema SLM FAMAE            |
| Cohete estándar | 160mm           | Variable      | Sistemas Rayo y SLM          |
| Cohete Chaff    | Varios          | 12-50 km      | Distracción/contramedidas    |
| Cohete Alpaca   | Naval           | Corto alcance | Defensa naval                |
| ZENON MK-66     | 70mm            | 10 km         | Múltiples plataformas        |
| OTON MK-40      | 40mm            | Variable      | Lanzadores tácticos          |
| Tralcán         | 70mm            | 10 km         | Sistema integrado Marder MRS |
| Misil Testigo   | Superficie-aire | 28 km         | Defensa aérea                |
| Misil Dichato   | Superficie-aire | 18 km         | MANPADS experimental         |

## Instalaciones y capacidades productivas

### Ubicaciones principales
FAMAE opera desde múltiples instalaciones especializadas:
- Planta principal: Avenida Manuel Rodríguez 02, Talagante - Instalación principal de producción
- Oficinas administrativas: Avenida Ejército Libertador 353, Santiago de Chile - Administración central
- Instalaciones especializadas: Diversos complejos para producción de municiones, explosivos y sistemas complejos

### Capacidades de producción
La empresa cuenta con capacidades industriales para:

#### Fabricación de armamento
- Líneas de producción de fusiles de asalto bajo licencia
- Manufactura de pistolas y subfusiles de diseño nacional
- Sistemas de ensamblaje para armas de precisión

#### Fabricación de municiones
- Producción de cartuchos para armas pequeñas en múltiples calibres
- Fabricación de proyectiles de artillería hasta 155mm
- Líneas especializadas para munición de precisión

#### Sistemas complejos
- Ensamblaje de sistemas de lanzamiento múltiple
- Fabricación de cohetes y misiles tácticos
- Modificación y repotenciación de vehículos blindados

#### Capacidades de I+D
- Centro de Modelación y Simulación del Ejército (CEMSE)
- Laboratorios de pruebas balísticas
- Instalaciones de desarrollo de nuevos productos

### Tecnologías y procesos
FAMAE emplea tecnologías avanzadas de manufactura:
- Sistemas CAD/CAM para diseño y fabricación
- Control numérico computarizado (CNC)
- Sistemas automatizados de control de calidad
- Procesos de tratamiento térmico y superficial
- Tecnologías de soldadura especializada para blindajes